# Marsmeteorit

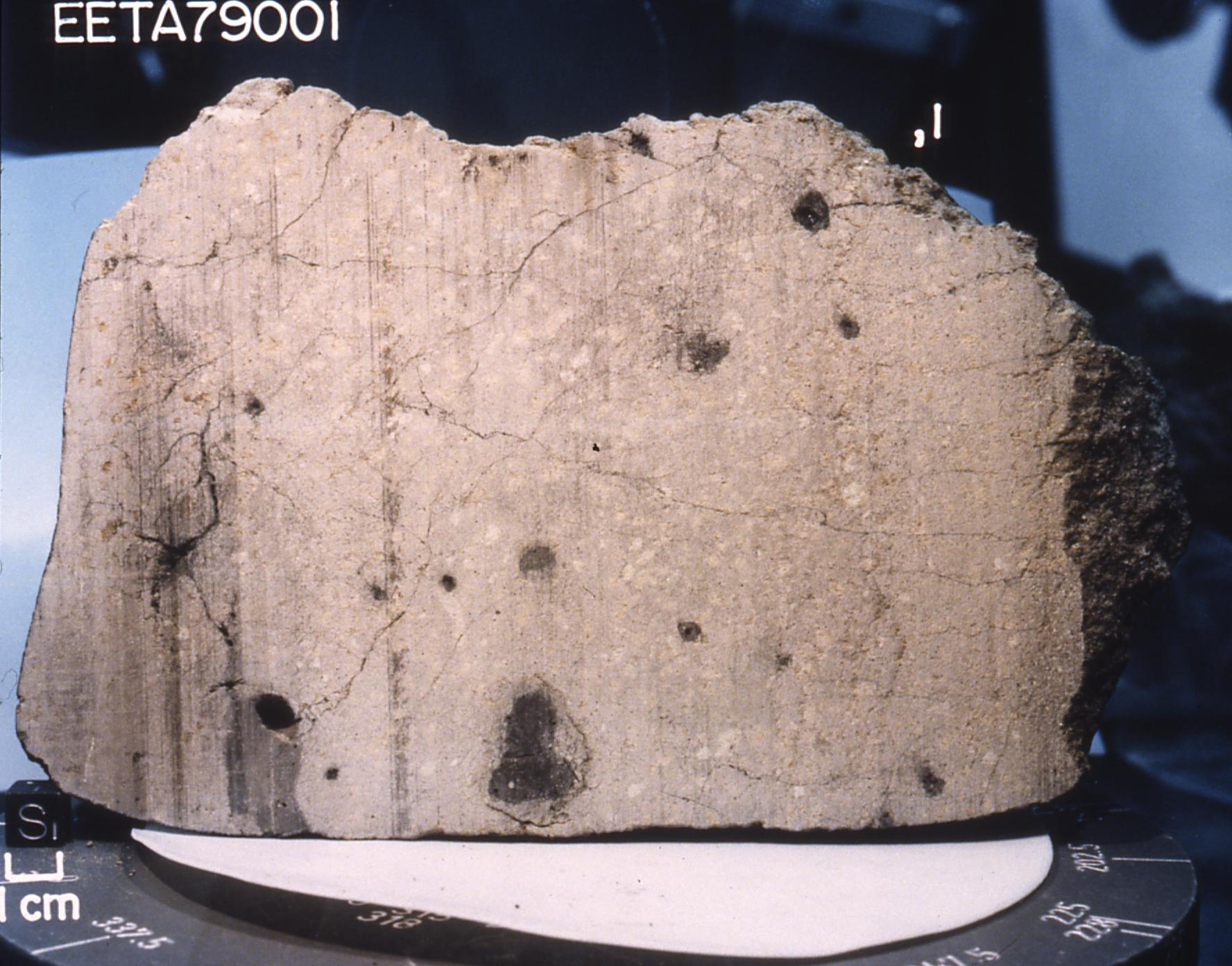
Marsmeteorit EETA79001. Der erste Meteorit, für den der Mars als Ursprungsort nachgewiesen wurde. (Foto: NASA)

Marsmeteoriten sind Meteoriten, die vom Planeten Mars stammen. Die meisten Marsmeteoriten gehören zum „Clan“ der SNC-Meteoriten, benannt nach den drei Untergruppen Shergottiten, Nakhliten und Chassigniten und gehören zu den achondritischen Steinmeteoriten.
Obwohl der erste SNC-Meteorit bereits 1815 in Chassigny in Frankreich gefunden wurde, erkannten die meisten Meteoritenforscher erst seit Anfang der 1980er Jahre die Herkunft vom Mars an. Allerdings ist diese Herkunft nicht so eindeutig gesichert wie die Herkunft der Mondmeteoriten, denn es gab keine Mission zum Mars, die Vergleichsgestein von dort zur Erde gebracht hat.

## Forschungsgeschichte
Bereits 1979 wurde argumentiert, dass die damals bekannten SNC-Meteoriten, anders als die meisten anderen Meteoriten, nicht von Asteroiden stammen können. Das gemessene Kristallisationsalter dieser SNC-Meteoriten lag bei maximal 1,3 Milliarden Jahren und war vulkanischen Ursprungs. Asteroiden sind hingegen bereits verhältnismäßig kurz nach ihrer Bildung vor 4,5 Milliarden Jahren erkaltet und zeigen seitdem keinen Vulkanismus mehr. Daraufhin wurde gefolgert, dass außer der Erde nur der Mars und die Venus in Frage kämen, da diese vor 1,3 Milliarden Jahren noch Vulkanismus zeigten; der Vulkanismus auf dem Jupitermond Io war 1979 noch nicht bekannt.
Der Gedanke, dass die besagten Meteoriten vom Mars stammen könnten, setzte sich erst 1983 durch. In einem Beitrag im Wissenschaftsmagazin Science wurde damals gezeigt, dass die Isotopenhäufigkeit von Argon in schockgeschmolzenen Glaseinschlüssen im Shergottiten EETA79001 den Messungen entsprach, die von der Viking-Sonde in der Atmosphäre des Mars gemacht wurden. Später wurden auch die Häufigkeiten der anderen Edelgase sowie von Kohlendioxid und Stickstoff in diesen Glaseinschlüssen bestimmt, die ebenfalls mit den Daten von Viking übereinstimmten.
Bei weiteren Untersuchungen an SNC-Meteoriten wurden auch einige Widersprüche entdeckt, etwa Xenon-Isotopenhäufigkeiten im SNC-Meteoriten Chassigny. Jedoch lassen sich diese durch Beimischung von Edelgasen aus anderen Quellen erklären, etwa aus dem Mars-Inneren.
Als weiteres Indiz für einen Ursprung vom Mars wird oft auch die starke Ausrichtung nadelförmiger Kristalle in manchen SNC-Meteoriten genannt. Die Ausrichtung kann erklärt werden durch die Existenz des starken Gravitationsfeldes eines Körpers mit mindestens der Größe des Erdmondes während der Erstarrung des Meteoritenmaterials aus dem Ursprungsmagma; allerdings könnten zum Beispiel auch Konvektionsströme des Magmas die Ausrichtung der Kristalle bewirkt haben.
Ein weiteres starkes Indiz für eine Herkunft vom Mars wurde durch die Opportunity-Mission geliefert, die einen Bounce Rock genannten Stein entdeckte und untersuchte, dessen chemische Zusammensetzung den basaltischen/olivin-phyrischen Shergottiten, speziell EETA79001, gleicht.

## Unterteilung
Marsmeteoriten werden unterteilt in:
- SNC-Meteorite (Clan)
  - Shergottite (Sherg: Gruppe mit Prototyp Shergotty) in verschiedenen Varianten, einschließlich Lherzolith
  - Nakhlite (Gruppe mit Prototyp Nakhla)
  - Chassignite (Chass: Gruppe mit Prototyp Chassigny)
- Orthopyroxenreiche Marsmeteorite (OPX: Prototyp Allan Hills 84001)[4]
- polymikte (früher genannt basaltische) Brekzien vom Mars (nur Northwest Africa 7034 alias „Black Beauty“ und seine Paarungen wie NWA 7906)[5][6]

## Herkunft
Für die Entstehung der Marsmeteoriten reichen bereits Einschläge auf dem Mars, die Krater von ca. drei Kilometern Durchmesser hinterlassen, sie sind also mehrheitlich nicht durch größere Asteroideneinschläge aus tieferen Bereichen des Mantels herausgeschleudert. Durch die Wucht des Einschlags wird entsprechend der Kratertiefe Marsgestein verschiedenen Alters ins All geschleudert. Einige dieser so freigesetzten Gesteinsbrocken erreichen als Meteoriten die Erde. Unter diesen war aufgefallen, dass sie im Mittel sehr viel jünger waren, als sich dies durch äußerst seltene Asteroideneinschläge erklären ließe. Kleinere Einschläge schleudern jüngere Gesteinsschichten aus geringeren Tiefen ins All und sind häufiger.
Die meisten SNC-Meteoriten sind im Vergleich zur Mehrzahl der anderen Meteoriten recht jung und deuten darauf hin, dass es auf dem Mars noch vor einigen hundert Millionen Jahren vulkanische Aktivitäten gab. Das junge Entstehungsalter von Marsmeteoriten war eines der früh erkannten Merkmale, die auf eine Herkunft von einem planetarischen Körper wie dem Mars schließen lassen. Von den Marsmeteoriten hatten – mit Stand 2009 – nur ALH 84001 und NWA 7034 („Black Beauty“) ein radiometrisches Alter von mehr als 1400 Ma (Millionen Jahren). Alle Nakhlite sowie die Chassignite Chassigny und NWA 2737 haben ein ähnliches, wenn auch nicht identisches Entstehungsalter von etwa 1300 Ma, das mit verschiedenen radiometrischen Datierungstechniken ermittelt wurde.
Die für viele Shergottite ermittelten Entstehungsalter sind variabel, aber viel jünger, meist um 150–575 Ma.
Die chronologische Geschichte der Shergottite ist (mit Stand 2008) noch nicht vollständig geklärt; möglicherweise sind einige von ihnen vor den Zeiten entstanden, die ihrem radiometrischen Alter entspricht;
diese Auffassung wird von den meisten Wissenschaftlern jedoch nicht geteilt.
Das Entstehungsalter der SNC-Meteoriten wird häufig mit dem kosmischen Strahlungsalter (cosmic-ray exposure, CRE) in Verbindung gebracht, das aus der durch das Einwirken der energetischen kosmischen Strahlung veränderten Isotopenverteilung bestimmt wird. So weisen alle untersuchten Nakhlite ein im Wesentlichen identisches CRE-Alter von etwa 11 Ma auf. Angesichts des vermutlich identischen Entstehungsalters deutet dies darauf hin, dass die Nakhlite durch einen einzigen Einschlag von einem einzigen Ort auf dem Mars in den Weltraum geschleudert wurden. Einige der Shergottite scheinen anhand ihres CRE-Alters und ihres Entstehungsalters verschiedene Untergruppen zu bilden, was darauf hindeutet, dass jeweils mehrere verschiedene Shergottite durch einen einzigen Einschlag vom Mars ausgeworfen wurden. Da das CRE-Alter der Shergottite insgesamt beträchtlich variiert (~0,5–19 Ma), sind mehrere Einschläge erforderlich, um die Entstehung aller bekannten Shergottite zu erklären. Nachdem man inzwischen weiß, dass zum Herausschleudern der Steine nicht notwendig große Asteroideneinschläge erforderlich sind, ist es auch kein Problem mehr, dass es auf dem Mars keine großen jungen Krater als Quelle für Marsmeteoriten gibt. Bereits 2005 wurde dann eine mögliche Quelle für Shergottite vorgeschlagen, während für den abweichend als Orthopyroxenit (OPX) identifizierten Meteoriten ALH 84001 eine andere wahrscheinliche Quelle vermutet wurde.
In einer Veröffentlichung aus dem Jahr 2014 von Stephanie Werner et al. wurde zwar spekuliert, dass alle Shergottit-Meteoriten aus dem marsianischen Mojave-Krater stammen könnten.
Heute scheint sich aber die Annahme mehrerer Impaktereignisse durchzusetzen.
Die Dauer des Transits vom Mars zur Erde kann durch Messungen der Auswirkungen der kosmischen Strahlung (CRE) auf die Meteoriten, insbesondere auf die Isotopenverhältnisse der Edelgase, abgeschätzt werden. Damit kann man versuchen, die Meteoriten in Familien zusammenzufassen, die jeweils mit einem bestimmten Einschlagsereigniss auf dem Mars in Verbindung stehen.
Es wird angenommen, dass die Gesamtheit aller Marsmeteoriten bei relativ wenigen Einschlägen im Abstand von einigen Millionen Jahren auf dem Mars entstanden ist.
Bei einem vermuteten Durchmesser der Impaktoren von mehreren Kilometern könnten die Krater, die sie auf dem Mars bildeten einen Durchmesser von mehreren zehn Kilometern aufweisen, wie übereinstimmend Modellrechnungen der Marseinschlägen zeigen.
Eine 2024 veröffentlichte Studie von Christopher Herd et al. geht in der Analyse noch weiter und macht eine Reihe von (nicht sehr großen) Marskratern aus, aus denen die Meteoriten der verschiedenen Gruppen ausgeschlagen worden sein könnten.

### Tabelle
Die bisher ermittelten Altersgruppen Marskrater der Impaktereignisse sind:
| Typ Eugster et al. (2006) | Typ Eugster et al. (2006)                                             | Alter (Ma)  | Gruppe Herd et al. (2009) | Beispiele                                                   | Krater Herd et al. (2009) |
| ■                         | Dhofar 019: olivin-phyrischer Shergottit                              | 19.8 ± 2.3  | 9                         | Dhofar 019                                                  | ?                         |
| ◆                         | ALH 84001: Orthopyroxenit                                             | 15.0 ± 0.8  | 8                         | ALH 84001                                                   | Mojave / Gratteri         |
| ▼                         | Chassigny: Dunit                                                      | 11.1 ± 1.6  | 7                         | Chassigny, NWA 2737                                         | Kotka                     |
| ▲                         | Nakhlite                                                              | 10.8 ± 0.8  | 7                         | Nakhla, Lafayette, Governador Valadares, NWA 817, Y-000593  | Kotka                     |
| ★                         | Lherzolithe                                                           | 3.8–4.7     | 4                         | Y-793605, NWA 1950, LEW 88516, ALHA77005                    | Corinto                   |
| ●                         | basaltische Shergottite                                               | 2.4–3.0     | 4                         | Los Angeles, Shergotty, Zagami, QUE 94201, NWA 856, NWA 480 | Corinto                   |
| ■                         | olivin-phyrischer Shergottite                                         | 1.2 ± 0.1   | 2                         | NWA 1068, DaG 476, Y-980459, SaU 005, NWA 1195              | Tooting                   |
| ⬟                         | EET 79001: olivin-phyrischer Shergottit                               | 0.73 ± 0.15 | 1                         | EET 79001                                                   | Chakpar                   |
|                           | NWA 6342 & ähnliche                                                   | 5–6         | 5-1                       | NWA 6342, NWA 11215, NWA 10808, GRV 99027                   |                           |
|                           | NWA 7906 & Paarungen: polymikte (früher basaltische) Regolith-Brekzie | 5 (–10)     | 5-2                       | NWA 7906, NWA 8114, NWA 7034                                | Karratha / Khujirt        |
|                           | NWA 8159: basaltischer Augit                                          | 1,2 ± 0.2   | 3                         | NWA 7635, NWA 8159                                          | Domoni                    |

Herd et al. kommen zu dem Schluss, dass acht Ereignisse für den Auswurf der Marsmeteoriten verantwortlich sein könnten, wenn Chassigny nicht zusammen mit den Nakhliten ausgeworfen wurde. Von diesen lassen sich etwa fünf mit einiger Sicherheit bekannten Marskratern zuordnen.

## Marsmeteoriten als Typlokalität
In einigen Marsmeteoriten wurden verschiedene Minerale erstmalig entdeckt und beschrieben. Sie gelten daher als Typlokalität für diese, so unter anderem
- Northwest Africa 856 (NWA 856)[41] für Stöfflerit (benannt nach Dieter Stöffler)[42]
- Shergotty[43] für Feiit,[44] Ferromerrillit,[45] Liuit,[46] Seifertit[47] und Tschaunerit[48]
- Tissint[49] für Ahrensit, Chenmingit[50] und Tissintit
- Zagami[51] für Liebermannit[52] und Zagamiit

## Diskussion über Lebensreste

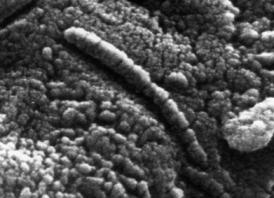
EM-Aufnahme des Marsmeteoriten Allan Hills 84001. Es wurde darüber gestritten, ob die längliche Form das Überbleibsel eines Bakteriums ist, ob es also zumindest primitives Leben auf dem Mars gegeben hat.

Im Jahr 1996 fanden David S. McKay und seine Mitarbeiter Strukturen im Marsmeteoriten Allan Hills 84001 (ALH 84001), der 1984 in der Antarktis gefunden worden war, die sie als Spuren fossiler Bakterien deuteten. Ihre Argumente für Spuren von fossilem Leben in ALH 84001 wurden aber auch kritisch kommentiert:
- Strukturen in Elektronenmikroskopaufnahmen wurden als fossilierte Bakterien gedeutet. Es wird jedoch eingewendet, dass diese Strukturen auch Artefakte der benutzten Aufnahmetechnik sein könnten. Zudem liegt die Größe der Strukturen nur im Bereich einiger Nanometer, viel kleiner als gewöhnliche irdische Bakterien. Zwar wurden Nanobakterien auch auf der Erde entdeckt, dies ist aber umstritten.
- Karbonateinschlüsse, welche Magnetite in einer Form enthalten, wie sie auf der Erde von Bakterien produziert wird. Es ist jedoch nicht auszuschließen, dass diese Magnetite auch durch nicht-biologische Prozesse erzeugt werden können.
- Polyzyklische aromatische Kohlenwasserstoffe (PAH, von engl. Polycyclic Aromatic Hydrocarbons) innerhalb der Karbonate, welche beim Zerfall von Bakterien entstehen können. Auch hier ist es schwierig zu zeigen, dass es keine nicht-biologischen Prozesse gibt, welche das gleiche Muster von PAHs erzeugen, wie es in ALH 84001 gefunden wurde.

Die Thesen von McKay und seinen Mitautoren werden bis heute kontrovers diskutiert. Inzwischen wurden auch in zwei anderen Marsmeteoriten, Shergotty und Nakhla, mögliche Reste früheren Lebens gefunden.

## Weiterführende Literatur
- Zoltan Vacci, Carl Agee: Constraints on Martian Chronology from Meteorites. In. MDPI: Geosciences, Band 10, Nr. 11, November 2020, S. 455; doi:10.3390/geosciences10110455, ResearchGate:346853332 (englisch).